# Onychogomphus maculivertex
Onychogomphus maculivertex är en trollsländeart som först beskrevs av Selys 1891.  Onychogomphus maculivertex ingår i släktet Onychogomphus och familjen flodtrollsländor. IUCN kategoriserar arten globalt som otillräckligt studerad. Inga underarter finns listade i Catalogue of Life.